# Sönke
Sönke ist ein männlicher Vorname friesischer Herkunft. Er bedeutet in etwa „kleiner Sohn“, „Söhnchen“ oder „Sohn des“ oder „Sohn von“, ähnlich der in Skandinavien verbreiteten Endung „-son“ von Nachnamen. „Sönke“ machte diese Endung eigentlich entbehrlich, da beispielsweise mit „Sönke Lars“ schon definiert war, wessen Sohn Sönke ist. Er ist in Deutschland hauptsächlich im Norden vertreten.

## Varianten
- Söhnke
- Sönnich
- Söntke
- Sünke
- Söncke

## Bekannte Namensträger
- Sönke Albers (* 1948), deutscher Ökonom und Hochschullehrer
- Sönke Andresen (* 1977), deutscher Autor
- Sönke Backens (* 1969), deutscher Boulespieler und -trainer
- Sönke Brandschwert (* 1965), deutscher Krimi-Autor
- Sönke Düwer (* 1967), deutscher Fusionmusiker (Schlagzeug, Keyboards, auch Gitarre, Komposition)
- Sönke Gerhold (* 1979), deutscher Jurist und Hochschullehrer
- Sönke Gäthke, Hörfunk- und Wissenschaftsjournalist
- Sönke Hansen (* vor 1988), deutscher Kameramann
- Sönke Hartlef (* 1962), deutscher Kommunalpolitiker (CDU)
- Sönke Hilbrans (* 1969), deutscher Rechtsanwalt
- Sönke Hundt (* 1938), deutscher Wirtschaftswissenschaftler und Hochschullehrer
- Sönke Iwersen (* 1971), deutscher Journalist
- Sönke Knutzen (* 1966), deutscher Berufsschullehrer und Professor für „Technik, Arbeitsprozesse und Berufliche Bildung“
- Sönke Krützfeld (* 1959), deutscher Pfarrer und Oberkirchenrat
- Sönke Lieberam-Schmidt (* 1969), deutscher Ökonom, Wirtschaftsinformatiker und Unternehmensberater
- Sönke Lorenz (1944–2012), deutscher Historiker
- Sönke Meinen (* 1991), deutscher Musiker (Gitarre, Komposition)
- Sönke Möhring (* 1972), deutscher Schauspieler und Hörspielsprecher
- Sönke Neitzel (* 1968), deutscher Historiker
- Sönke Lars Neuwöhner (* 1964), deutscher Schriftsteller, Drehbuchautor und Journalist
- Sönke Nissen (1870–1923), deutscher Industrieller und Philanthrop
- Sönke Rix (* 1975), deutscher Politiker (SPD)
- Sönke Rothenberger (* 1994), deutsch-niederländischer Dressur- und Springreiter
- Sönke Schnitzer (* 1984), deutscher Schauspieler und Theaterregisseur
- Sönke E. Schulz (* 1980), deutscher Rechtswissenschaftler und Geschäftsführer des Schleswig-Holsteinischen Landkreistags
- Sönke Siebke (* 1964), deutscher Politiker (CDU)
- Sönke Siemon (* 1961), deutscher Diplomat
- Sönke Sönksen (1938–2024), deutscher Springreiter
- Sönke C. Weiss (* 1967), deutscher Journalist, Filmemacher und Fotograf
- Sönke Wortmann (* 1959), deutscher Regisseur und Produzent
- Sönke Zankel (* 1973), deutscher Lehrer, Autor und Historiker